# Parafia Imienia Maryi Panny w Ostrowcu Świętokrzyskim
Parafia Imienia Maryi Panny w Ostrowcu Świętokrzyskim – parafia Kościoła Polskokatolickiego w RP, położona w dekanacie kieleckim diecezji krakowsko-częstochowskiej. 

## Historia
Parafia Imienia Maryi Panny w Ostrowcu Świętokrzyskim powstała w 1932. Jeszcze przed II wojną światową wyznawcy pobudowali ze składek drewnianą świątynię zniszczoną w czasie wojny. W 1947 zbudowano z funduszu misyjnego nową kaplicę i drewnianą plebanię. Parafia nie miała stałej obsady duszpasterskiej, posiadała zaś własny cmentarz. W 1952 liczyła 150 wiernych, w 1959 – 50, a 5 lat później już 200 wiernych i 150 sympatyków. W 90% byli to robotnicy. 
W latach 1975–2005 trwała budowa nowej świątyni, którą 24 września 2005 poświęcił ks. bp prof. dr hab. Wiktor Wysoczański; towarzyszyli mu ordynariusz diecezji krakowsko-częstochowskiej bp mgr Jerzy Szotmiller oraz bp dr Hans Gerny z Kościoła Chrześcijańskokatolickiego w Szwajcarii, a także liczne duchowieństwo.